# Klaun Shakes
Klaun Shakes (v anglickém originále Shakes the Clown) je americká filmová komedie z roku 1992. Režisérem filmu je Bobcat Goldthwait. Hlavní role ve filmu ztvárnili Bobcat Goldthwait, Julie Brown, Blake Clark, Paul Dooley a Kathy Griffin.

## Obsazení
| Bobcat Goldthwait | Shakes      |
| Julie Brown       | Judy        |
| Blake Clark       | Stenchy     |
| Paul Dooley       | Owen Cheese |
| Kathy Griffin     | Lucy        |
| Tom Kenny         | Binky       |
| Adam Sandler      | Dink        |
| Jack Gallagher    | Crony       |
| Robin Williams    | Jerry       |